# Silene duralii
Silene duralii är en nejlikväxtart som beskrevs av Bagci. Silene duralii ingår i släktet glimmar, och familjen nejlikväxter. Inga underarter finns listade i Catalogue of Life.